# بوم-له-دام
بوم-له-دام (به فرانسوی: Baume-les-Dames) یک کمون (فرانسه) در فرانسه است که در دو (فرانسه) واقع شده‌است. بوم-له-دام ۲۴٫۷۹ کیلومتر مربع مساحت دارد.

## خواهرخوانده
شهر تسل آن در همرزباخ خواهرخواندهٔ بوم-له-دام هست.